# Greenidea quercifoliae
Greenidea quercifoliae är en insektsart som beskrevs av Takahashi, R. 1921. Greenidea quercifoliae ingår i släktet Greenidea och familjen långrörsbladlöss. Inga underarter finns listade i Catalogue of Life.